# محاصره قسطنطنیه (۷۱۷-۷۱۸)
محاصره دوم قسطنطنیه نبردی است که در زمان خلافت سلیمان بن عبدالملک و برای گرفتن قسطنطنیه پایتخت روم اتفاق افتاد. مسلمانان در سال ۷۱۵/۹۶ دژ حدید را فتح کردند بعد از آن خلیفه، برادرش مسلمه که از باهوش‌ترین فرماندهان نظامی بود و در نبرد با رومیان تجربه داشت را به فرماندهی سپاه منصوب کرد. خلیفه نیرویی ۱۲۰هزارنفری از مردم شام و جزیره موصل ۲۶۵۰ قایق را در اختیار مسلمه گذاشت تا وارد قسطنطنیه شود. سپاه مسلمانان بعد از اینکه مناطق مرزی را طی کردند به مرزهای آناتولی رسیدند بعد با همکاری لیوالایسوری مرزهای آناتولی را بدون هیچ مقاومتی درنوردیدند که بعد از آن منطقه آسیای صغیر به رویشان گشوده شد. اما در زمانی که مسلمانان به این فتوحات رسیده بودند تحولاتی در روم اتفاق افتاد و لیوالایسوری قرارداد صلحش را انکار کرد و سپاه اسلامی که در این زمان به دریای اژه نزدیک بود و به شهرهای ساردیس و برجاموس مسلط بود بعد از عبور از کناره اروپا توانست قسطنطنیه را از سوی خشکی محاصره کند و با عبور ناوگان اسلامی از دریای مرمره توانست شهر را از سوی دریا هم محاصره کند. مسلمه قصد داشت شهر را به زور و با منجنیق تصرف کند و ما با وجود طوفان و تدابیر و تجربه مهندسان رومی اوضاع آشفته شد. با فرارسیدن سرما باعث کندی کمک به مسلمانان شد و بلغارها هم به همراهی لیوی به مسلمانان حمله کردند و رومی‌ها با آتش بارهای یونانی خسارت زیادی به کشتی‌های مسلمانان زدند و همه اینها باعث شد سپاه اسلامی از محاصره جبهه شمالی پایتخت روم ناتوان شود. پایان یافتن آذوقه و طولانی شدن محاصره و مرگ سلیمان و به خلافت رسیدن عمر بن عبدالعزیز که تمایل به پیگیری فتوحات نداشت مسلمانان را به تنگنا انداخت و باعث شد از محاصره دست بردارند و به شام بازگردند واین آخرین تهاجم عرب برای فتح قسطنطنیه بود.